# Еполетик
Еполе́тик (Macroagelaius) — рід горобцеподібних птахів родини трупіалових (Icteridae). Представники цього роду мешкають в Південній Америці.

## Види
Виділяють два види:
- Еполетик тепуйський (Macroagelaius imthurni)
- Еполетик колумбійський (Macroagelaius subalaris)

## Етимологія
Наукова назва роду Macroagelaius походить від сполучення слова дав.-гр. μακρος — довгий, великий і наукової назви роду Еполетник (Agelaius Vieillot, 1816).